# 케네스 마스

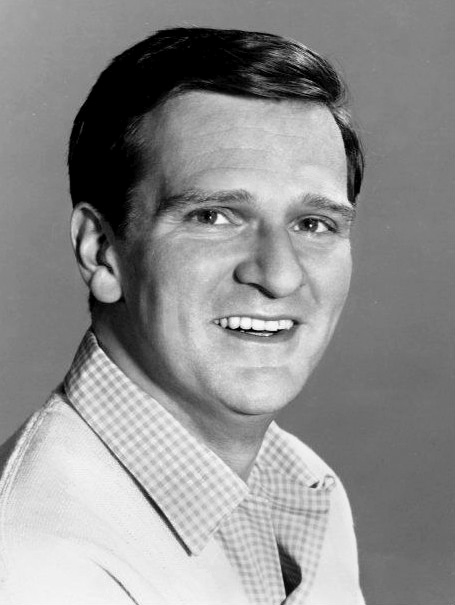

케네스 마스(Kenneth Mars, 1935년 4월 4일 ~ 2011년 2월 12일)는 미국의 배우, 성우이다.

## 출연 작품

### 영화
- 공룡시대 12 (2006년)
- 공룡시대 11 - 티라노와 아기공룡 (2004년)
- 공룡시대 10 (2003년)
- 공룡시대 9 (2002년)
- 공룡시대 8 (2001년)
- 억만장자와 결혼하는 법 (2000년)
- 런어웨이 바이러스 (2000년)
- 공룡시대 7 (2000년)
- 인어 공주 2 (2000년)
- 벡커 (1998년)
- 공룡시대 6 (1998년)
- 공룡시대 5 (1997년)
- 시티즌 루스 (1996년)
- 공룡시대 4 (1996년)
- 라프 매직 (1996년)
- 공룡시대 3 (1995년)
- 공룡시대 2 (1994년)
- 썸벨리나 (1994년)
- 공룡 대행진 (1993년)
- 그림자와 안개 (1992년)
- 내전 (1991년)
- 쉬 윌 테이크 로맨스 (1990년)
- 구두를 든 첩보원 (1989년)
- 폴리스 아카데미 6 (1989년)
- 인어 공주 (1989년) - 트리톤 왕 목소리 역
- 미혼모 (1988)
- 라디오 데이즈 (1987년)
- 후레치 (1985년)
- 미라클 인간 (1985년)
- 프로토콜 (1984년)
- 탐정수첩 (1983년)
- 붉은 해적단 (1983년)
- 풀 문 하이 (1981년)
- 애플 덤플링 갱 2 (1979년)
- 해저 금괴 대소동 (1978년)
- 원더 우먼 (1975년)
- 나이트 무브 (1975년)
- 영 프랑켄슈타인 (1974년)
- 암살단 (1974년)
- 왓츠 업 덕 (1972년)
- 데스퍼레이트 캐릭터스 (1971년)
- 비바 맥스 (1969년)
- 행복의 파리에서 (1969년)
- 내일을 향해 쏴라 (1969년) - 마샬 역
- 프로듀서 (1968년)

### 텔레비전
- 형사 맥밀란 (1971-72)
- 여형사 페퍼 (1975, 1977)
- 사랑의 화원 (1976)
- 매그넘 P.I. (1981, 1984)
- 달리는 사이먼 (1982-86)
- 어둠의 그림자 (1990, Shades of LA)